# Alberto González Mindez
Alberto González Mindez (* 28. Februar 1996 in Tecpán) ist ein guatemaltekischer Leichtathlet, der sich auf den Langstreckenlauf spezialisiert hat.

## Sportliche Laufbahn
Erste internationale Erfahrungen sammelte Alberto González Mindez im Jahr 2016, als er bei den U23-NACAC-Meisterschaften in San Salvador in 15:31,17 min die Bronzemedaille im 5000-Meter-Lauf sowie in 31:40,60 min auch über 10.000 Meter gewann. 2018 gewann er bei den Zentralamerikameisterschaften in Guatemala-Stadt in 31:24,07 min die Bronzemedaille über 10.000 Meter und anschließend belegte er bei den Zentralamerika- und Karibikspielen in Barranquilla in 14:41,53 min und 30:59,17 min jeweils den sechsten Platz über 5000 und 10.000 Meter. Im Jahr darauf gewann er bei den Zentralamerikameisterschaften in Managua in  32:30,13 min die Silbermedaille über 10.000 Meter und in 15:20,23 min die Bronzemedaille über 5000 Meter. 2021 siegte er dann in 29:52,13 min über 10.000 Meter bei den Zentralamerikameisterschaften in San José und gewann in 14:28,41 min die Silbermedaille über 5000 Meter. Im Jahr darauf siegte er in 1:03:30 h bei den NACAC-Halbmarathonmeisterschaften ebendort und verteidigte dann bei den Zentralamerikameisterschaften in Managua in 29:24,88 min seinen Titel über 10.000 Meter und gewann über 5000 Meter in 14:14,02 min erneut die Silbermedaille. 2023 siegte er bei den Zentralamerikameisterschaften in San José in 28:55,38 min über 10.000 Meter und siegte anschließend bei den Zentralamerika- und Karibikspielen in San Salvador in 1:03:50 h im Halbmarathon. Zudem belegte er in 30:02,23 min den fünften Platz über 10.000 Meter. Im November gewann er bei den Panamerikanischen Spielen in Santiago de Chile in 29:12,24 min die Bronzemedaille über 10.000 Meter hinter den US-Amerikanern Isai Rodriguez und Samuel Chelanga. Im Jahr darauf lief er bei den Olympischen Sommerspielen in Paris nach 2:22:12 h auf dem 66. Platz im Marathonlauf ein. 
2021 wurde González Mindez guatemaltekischer Meister im 5000-Meter-Lauf sowie 2022 über 10.000 Meter.

## Persönliche Bestzeiten
- 5000 Meter: 13:45,26 min, 25. Juli 2021 in Azusa
- 10.000 Meter: 28:44,55 min, 14. April 2022 in Walnut
- Halbmarathon: 1:01:03 h, 15. Januar 2023 in Houston (guatemaltekischer Rekord)
- Marathon: 2:07:40 h, 3. Dezember 2023 in Valencia (guatemaltekischer Rekord)